# Uranotaenia ascidiicola
Uranotaenia ascidiicola is een muggensoort uit de familie van de steekmuggen (Culicidae). De wetenschappelijke naam van de soort is voor het eerst geldig gepubliceerd in 1910 door Johannes Cornelis Hendrik de Meijere.